# 图赖讷地区拉克鲁瓦
图赖讷地区拉克鲁瓦（法語：La Croix-en-Touraine，法語發音：[la kʁwa ɑ̃ tuʁɛn] ⓘ），法国中西部城市，中央-卢瓦尔河谷大区安德尔-卢瓦尔省的一个市镇，隶属于洛什区，其市镇面积为15.04平方公里，2022年1月1日时人口数量为2,484人，在法国城市中排名第4,546位。
图赖讷地区拉克鲁瓦位于安德尔-卢瓦尔省东部，谢尔河右岸，维耶尔宗—圣皮埃尔代科尔铁路和多条公路在此交汇。

## 地名来源
“Croix”一名出自公元13世纪，彼时当地为一处连接四条道路的十字口；“-en-Touraine”这一后缀自1938年起成为当地官方名称的一部分。

## 历史
图赖讷地区拉克鲁瓦的早期历史尚不清楚，当地中世纪时有一处以“圣康坦”命名的教堂，其聚落最初以拉丁语“Sanctus Quintinus ante Blireium”的形式被记载，其对应的法语形式为“Saint-Quentin-près-Bléré”。1250年，来自圣莫尔的纪尧姆（Guillaume de Sainte-Maure）成为当地的首位有记载的领主。中世纪中后期，一条连接圣雅各之路的道路由此通过。文艺复兴期间，当地领主在拉克鲁瓦境内兴建了多处宅邸。法国大革命后，拉克鲁瓦成为安德尔-卢瓦尔省的一个市镇。工业革命期间，途径拉克鲁瓦的维耶尔宗—圣皮埃尔代科尔铁路建成通车。20世纪末，得益于图尔的城市扩张及通勤列车的开行，图赖讷地区拉克鲁瓦境内兴建了多处居民区，当地人口数量逐年增加。

## 地理

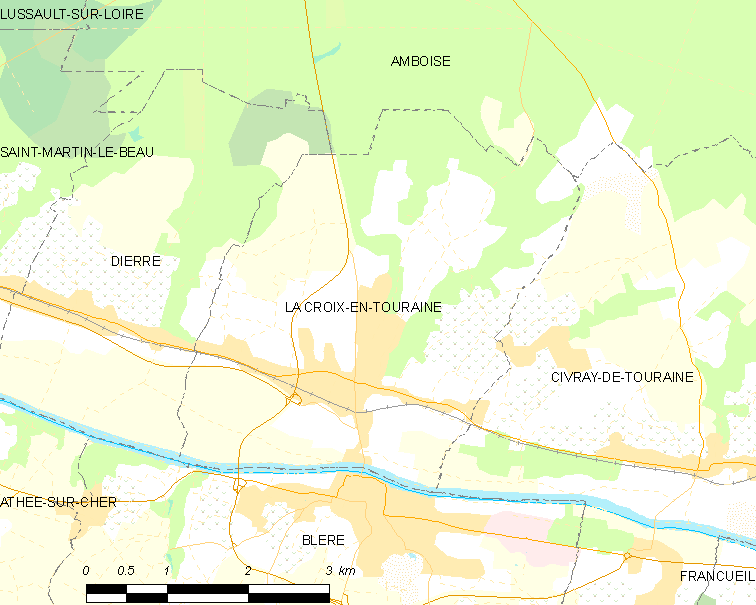
图赖讷地区拉克鲁瓦市镇范围地图

图赖讷地区拉克鲁瓦位于法国中西部，中央-卢瓦尔河谷大区中西部和安德尔-卢瓦尔省东部，距离省会图尔大约25公里。与图赖讷地区拉克鲁瓦接壤的市镇包括：昂布瓦斯、迪耶尔、布莱雷和图赖讷地区锡夫赖。

### 地形
图赖讷地区拉克鲁瓦位于图赖讷腹地，境内以平原和浅丘为主，市镇中心地势较为平坦，市镇范围北部地势略高，全境海拔在52到117米之间。

### 水文
图赖讷地区拉克鲁瓦位于卢瓦尔河流域范围内，谢尔河干流自东向西流经市镇南界，其右岸支流贝勒枫丹溪（ruisseau de Bellefontaine）及维拉尔松溪（ruisseau de Villarçon）流经镇中心附近，其水量较小，部分河段被人工建筑物覆盖。

### 植被
图赖讷地区拉克鲁瓦属于温带阔叶混交林区，爱德华·安德烈公园（Parc Edouard André）是当地主要的城市绿地，市镇范围北部为昂布瓦斯森林（Forêt d'Amboise）。
在鲜花城市的评比中，图赖讷地区拉克鲁瓦暂未被评级。

### 气候
图赖讷地区拉克鲁瓦在柯本气候分类法中属于温带海洋性气候（Cfb）。

## 行政区划
图赖讷地区拉克鲁瓦的市镇编号为37091，邮政编号为37150。
在行政管理方面，图赖讷地区拉克鲁瓦隶属于法国中央-卢瓦尔河谷大区安德尔-卢瓦尔省洛什区；在地方选举方面，图赖讷地区拉克鲁瓦隶属于布莱雷县，其市镇范围全境被划入安德尔-卢瓦尔省第二选区；在社会管理方面，图赖讷地区拉克鲁瓦是布莱雷谢尔河谷市镇公共社区的组成部分。
截至2023年8月，图赖讷地区拉克鲁瓦市镇范围内暂无任何城市敏感街区及城市政策优先街区。
法国国家统计与经济研究所（简称）在进行数据统计时，将图赖讷地区拉克鲁瓦及相邻的另外35个市镇设为图尔城市核心区（2020年扩充至共38个），并将包括核心区在内的周边共140个市镇划为图尔城市区。自2020年起，图尔城市区被包含162个市镇的图尔城市辐射区代替。此外，还将图赖讷地区拉克鲁瓦市镇整体看作一个“块区”（IRIS），以便于统计人口分布情况。

## 交通

### 公路
安德尔-卢瓦尔省省道D31线、D40线和D140线在图赖讷地区拉克鲁瓦境内交汇。安德尔-卢瓦尔省城际客运C线旅游班次经过图赖讷地区拉克鲁瓦，可前往图尔和昂布瓦斯。
2019年，82%的图赖讷地区拉克鲁瓦家庭拥有至少一辆私人汽车。2021年，图赖讷地区拉克鲁瓦境内共发生各类交通事故1起，造成1人受伤。
| 11 | 6.7 |

| 18 | 26 |

| 图尔 | 25 |

| 圣皮埃尔代科尔 | 22 |

| 蒙卢伊 | 16 |

| 昂布瓦斯 | 9 |

| 洛什 | 27 |

| 布莱雷 | 2 |

### 铁路

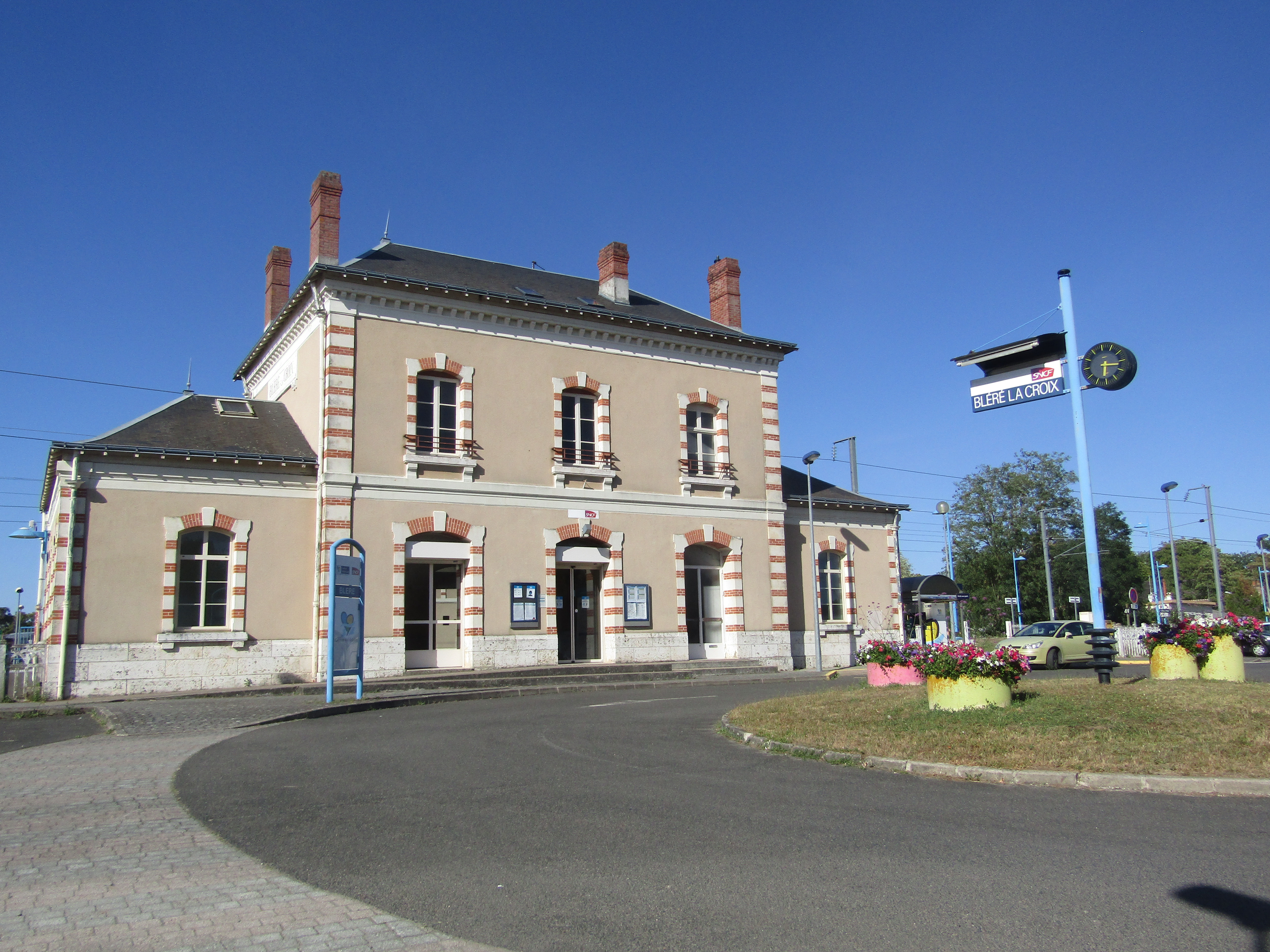
布莱雷-拉克鲁瓦火车站

图赖讷地区拉克鲁瓦位于维耶尔宗－圣皮埃尔代科尔铁路。布莱雷-拉克鲁瓦站位于市区中南部，该站停靠往返于图尔和维耶尔宗一线的区域列车，部分班次可直通布尔日、讷韦尔及里昂。

### 航空
距离图赖讷地区拉克鲁瓦最近的民用航空站为29公里外的图尔机场。

### 城市公共交通
截至2023年9月，图赖讷地区拉克鲁瓦暂无城市公共交通系统。

## 政治

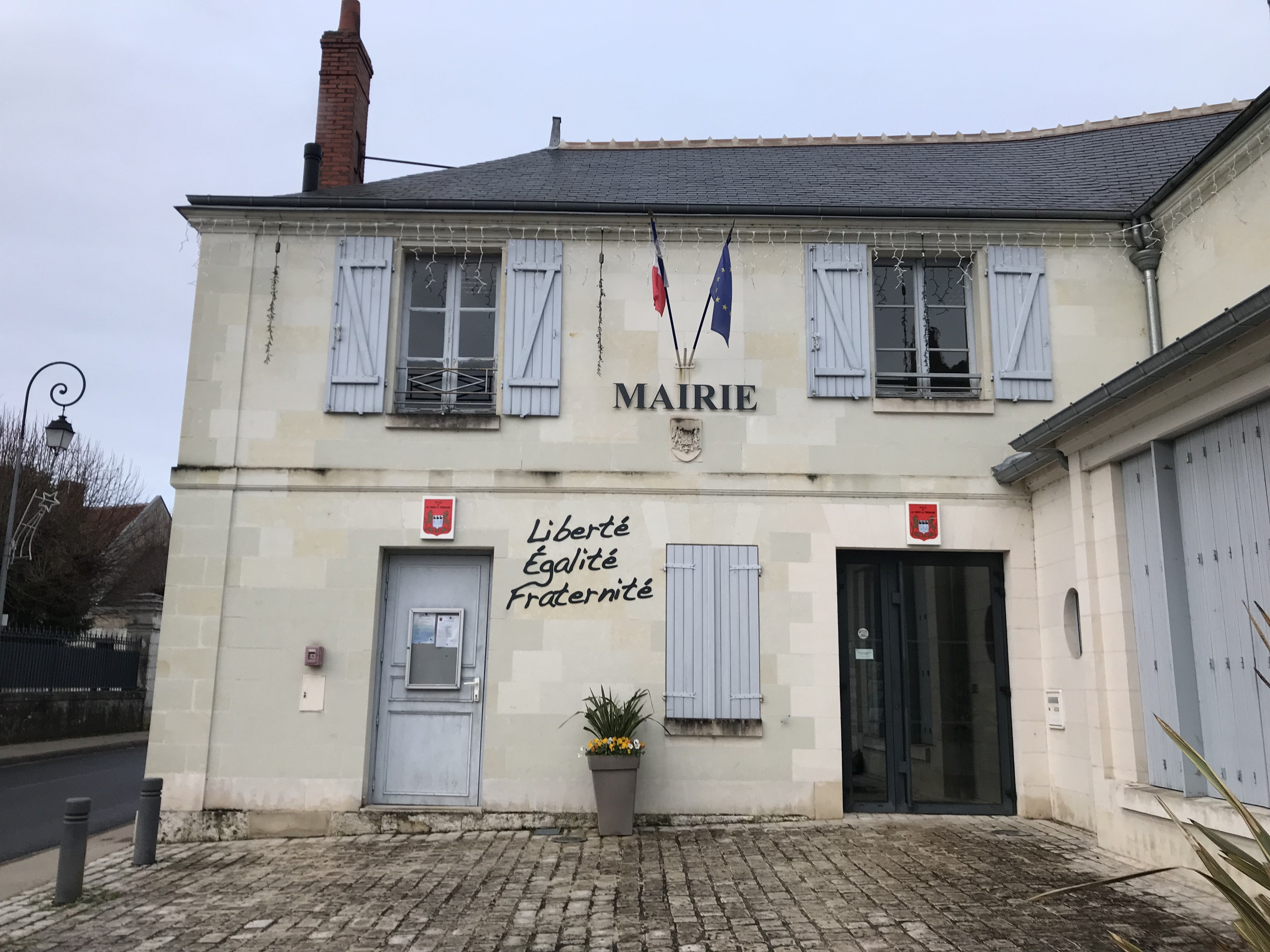
图赖讷地区拉克鲁瓦市政厅

图赖讷地区拉克鲁瓦的现任市长为米谢勒·加尼耶女士（Michèle GASNIER），她是一名右翼无党派人士，在2020年的市政选举中获得了100.00%的支持率（无其他候选人）。
在2022年的法国总统大选中，法国第25任总统埃马纽埃尔·马克龙在图赖讷地区拉克鲁瓦获得了55.57%的支持率。

## 人口
2020年，图赖讷地区拉克鲁瓦市镇人口数量为2,410，在法国排名第4,546位。其中男性1,175人，女性1,204人，75岁及以上人口占8.9%，外籍人口数量为16人，人口密度为160人/平方公里，当地居民被称为（男性）或（女性）。2020年，图赖讷地区拉克鲁瓦境内出生27人，死亡人口15人。
| 图赖讷地区拉克鲁瓦1901年－2020年人口变化情况 |
|                                              |
| 数据来源：Cassini、INSEE                     |

## 经济
截至2023年9月，图赖讷地区拉克鲁瓦市镇范围内共有各类用人单位（包含自雇）299家，平均历史为15年，均为中小型企业（PME），2023年7月至9月间，当地的经济活力指数为0。（保洁）是当地2021年营业额最高的企业，为1,187,740欧元。

## 财政与居民收入
2021年，图赖讷地区拉克鲁瓦的财政收入总额为1,686,480欧元，财政支出总额为1,362,940欧元，当年的债务总额为934,560欧元。2021年，图赖讷地区拉克鲁瓦市镇通过增值税获得71,080欧元的收入，此外当地还共获得了177,880欧元的国家直接财政补助。
2019年，图赖讷地区拉克鲁瓦的人均月收入总额为2,160欧元，其中高级职员为3,681欧元，低于法国平均水平（4,230欧元）；中级职员为2,318欧元，低于法国平均水平（2,411欧元）；普通职员为1,687欧元，亦低于法国平均水平（1,740欧元）。
2020年，图赖讷地区拉克鲁瓦境内的青壮年（15至64岁）失业率为8.6%；2022年，当地50.1%的家庭拥有纳税资格，平均纳税2,784欧元，低于法国平均水平（4,393欧元）。

## 社会事务

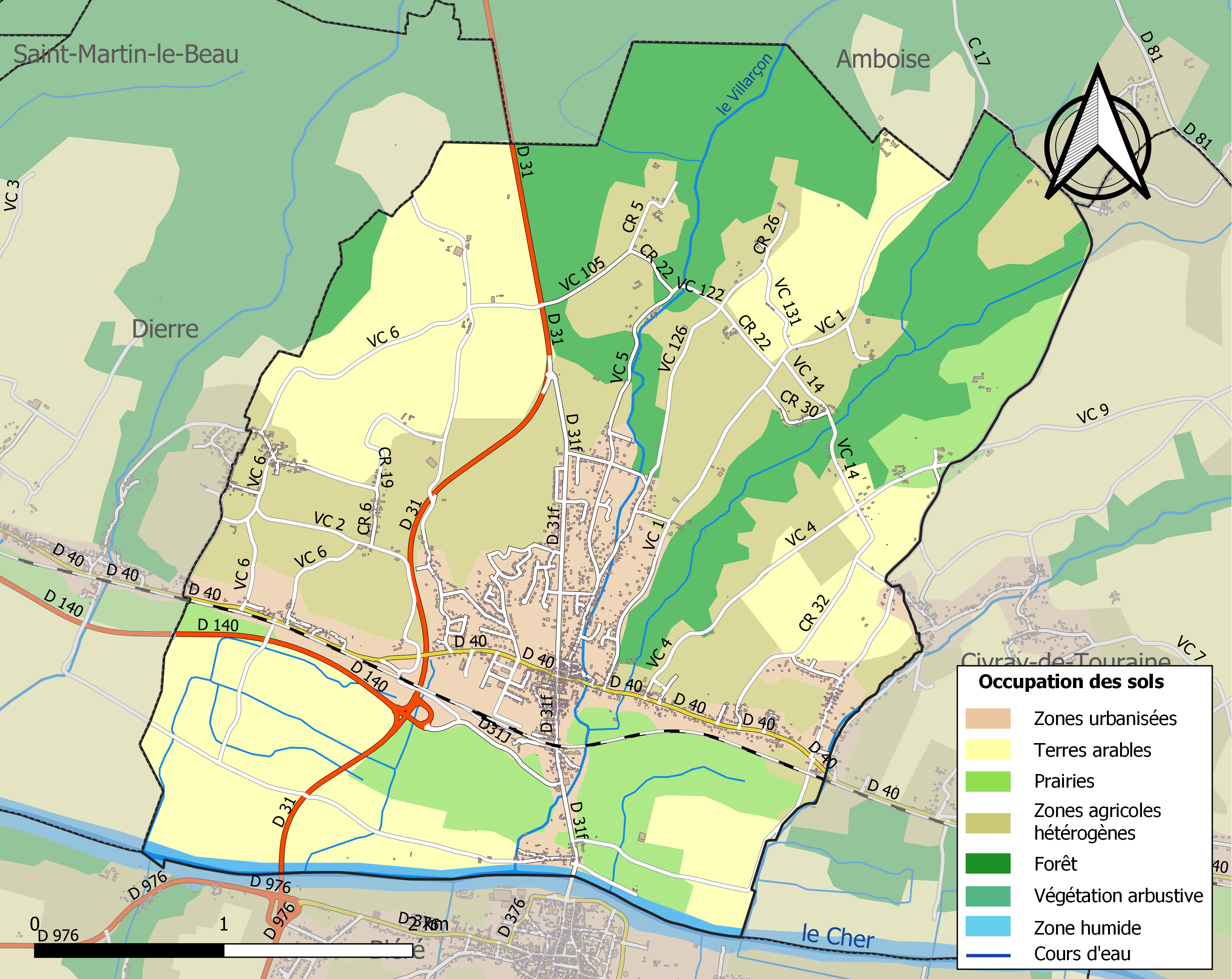
图赖讷地区拉克鲁瓦土地利用情况地图

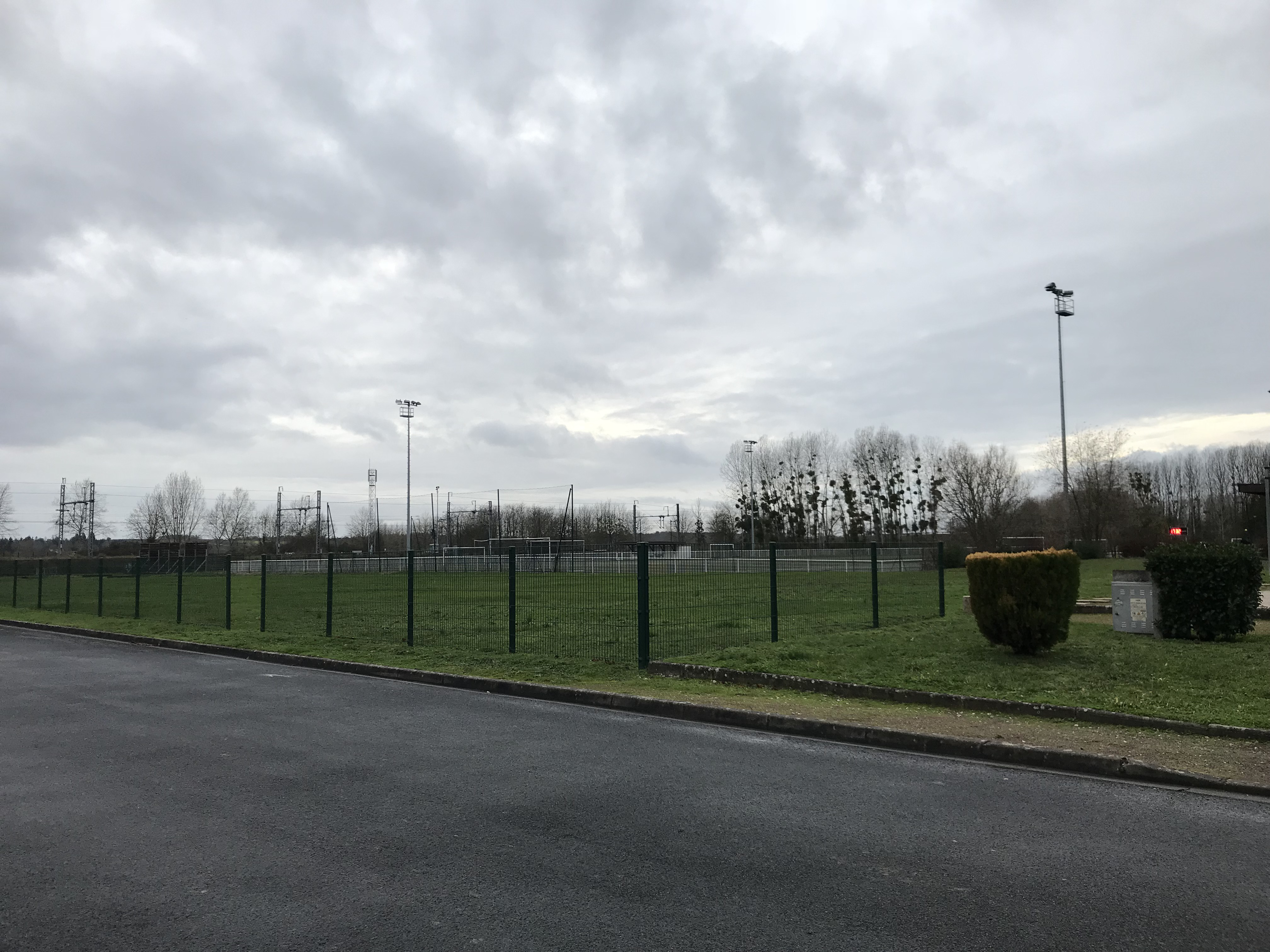
图赖讷地区拉克鲁瓦境内的足球训练场

### 教育
图赖讷地区拉克鲁瓦属于奥尔良-图尔学区。截至2021年1月1日，图赖讷地区拉克鲁瓦境内共有1所幼儿园、1所小学和1所农业高中。

### 医疗
截至2021年1月1日，图赖讷地区拉克鲁瓦境内共有全科医生5名、保健师3名、牙医2名、护士5名。境内共有药房1家。
距离图赖讷地区拉克鲁瓦最近的区域性医疗机构为昂布瓦斯-雷诺堡市际中心医院（Centre Hospitalier Intercommunal Amboise - Château-Renault），其下属的主病区位于昂布瓦斯，距离图赖讷地区拉克鲁瓦市区的正常车程约10分钟，该院设有床位203个，是当地规模最大的公立综合性医院。

### 住房
2020年，图赖讷地区拉克鲁瓦境内共有各类住房1,201套，其中94.7%为独立式居民区，4.7%为集中式居民区。常住房屋占图赖讷地区拉克鲁瓦市镇范围内居民建筑总量的87.2%。
在住房保障政策方面，2021年，图赖讷地区拉克鲁瓦境内共有53户家庭获得了住房经济补助，受益人数占总人口数量的2.2%，其中40份为房租补助。

### 商业
2021年，图赖讷地区拉克鲁瓦境内共有各类实体商铺24家，其中餐厅1家、杂货店1家、面包房1家、肉铺1家、美容美发店3家、汽车维修店3家。与图赖讷地区拉克鲁瓦相邻的布莱雷境内有一家家乐福超市。

### 体育
2021年，图赖讷地区拉克鲁瓦境内共有1座综合体育场以及1处足球或橄榄球场。
截至2023年9月，图赖讷地区拉克鲁瓦体育俱乐部（SC La Croix en Touraine，编号542351）是图赖讷地区拉克鲁瓦境内唯一的一家注册足球俱乐部，该俱乐部成立于1992年，下属多个年龄段的队伍，其主场为朗日龙体育中心（Complexe Sportif des Longerons）。

### 环境
图赖讷地区拉克鲁瓦的环境事务由其所属的布莱雷谢尔河谷市镇公共社区联合各级政府协调负责。2021年，图赖讷地区拉克鲁瓦境内暂无污染企业。

### 治安
图赖讷地区拉克鲁瓦及其附近的共55个市镇是昂布瓦斯国家宪兵队（zone gendarmerie de Amboise）的管辖范围。2020年，该宪兵队累计记录各类案件3,722起，其中盗窃类案件1,931起，经济类案件681起，毒品交易类案件113起。

## 文化

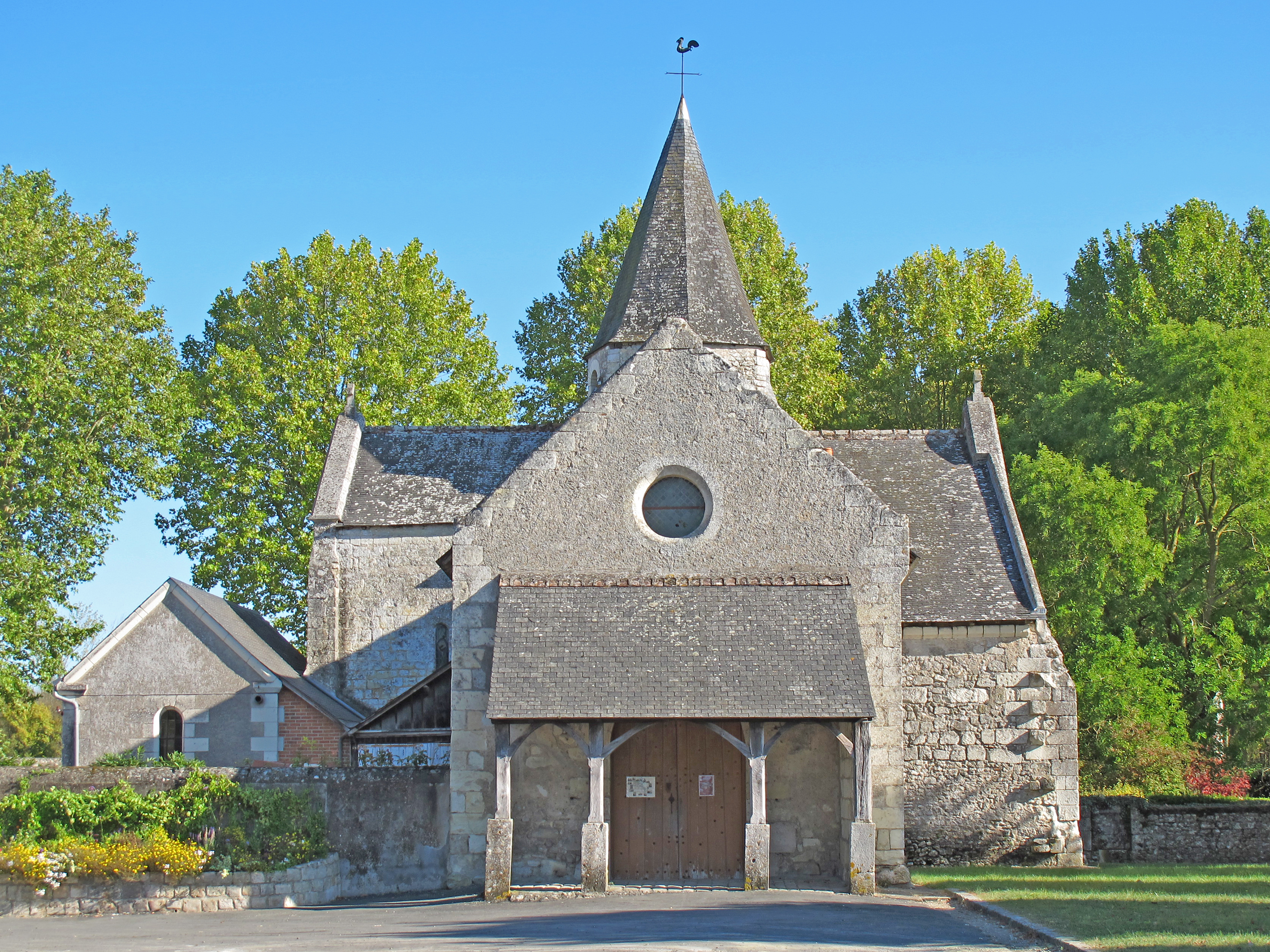
圣康坦教堂

2021年，图赖讷地区拉克鲁瓦境内有1家博物馆。图赖讷地区拉克鲁瓦民间创办有图书馆，每周二至六向公众开放。

### 建筑
图赖讷地区拉克鲁瓦境内有多处历史建筑，其中圣康坦教堂（Église Saint-Quentin de La Croix-en-Touraine）为法国国家文物保护单位。

### 旅游
图赖讷地区拉克鲁瓦的旅游事务由其所属的布莱雷谢尔河谷市镇公共社区负责。2022年，图赖讷地区拉克鲁瓦境内暂无任何游客接待设施。

### 媒体
法国主要的媒体均可在图赖讷地区拉克鲁瓦接收，法国电视三台下属的中央-卢瓦尔河谷大区频道在部分时段播出图赖讷地区拉克鲁瓦所在安德尔-卢瓦尔省的地方新闻。图尔卢瓦尔河谷电视台、《中西部新共和国报》、蓝色法兰西图赖讷广播等是当地的主要地方性媒体。

## 相关人物
法国建筑师爱德华·安德烈逝世于图赖讷地区拉克鲁瓦。

## 友好城市
截至2023年9月，图赖讷地区拉克鲁瓦共与一座城市建立了友好城市关系：
- 立陶宛 比尔什托纳斯